# امدانگا (حوزه انتخاباتی ویدهان سبها)
امدانگا (حوزه انتخاباتی ویدهان سبها) (به انگلیسی: Amdanga (Vidhan Sabha constituency)) یک منطقهٔ مسکونی در هند است که در بنگال غربی واقع شده‌است.